# G. Schults
G. Schults (wirksam im 17. Jahrhundert) war ein unbekannter Barockkomponist, von dem Stücke (vor allem Sonaten) in der Musiksammlung der Durham Chapter Library der Durham Cathedral gefunden wurden.
Das auf historischen Instrumenten spielende Stuttgarter Ensemble Ecco la Musica mit den Gambisten (Viola da Gamba) Heike Hümmer und Arno Jochem sowie der Theorbenspielerin Andrea Bauer spielten 2020 für den SWR2 Podcast #zusammenspielen Stücke aus der Musiksammlung der genannten Durham Chapter Library ein. Unter den eingespielten Stücken befand sich eine Sonate des „Mystery Man der Musikgeschichte“ G. Schults.